# Witowice Górne

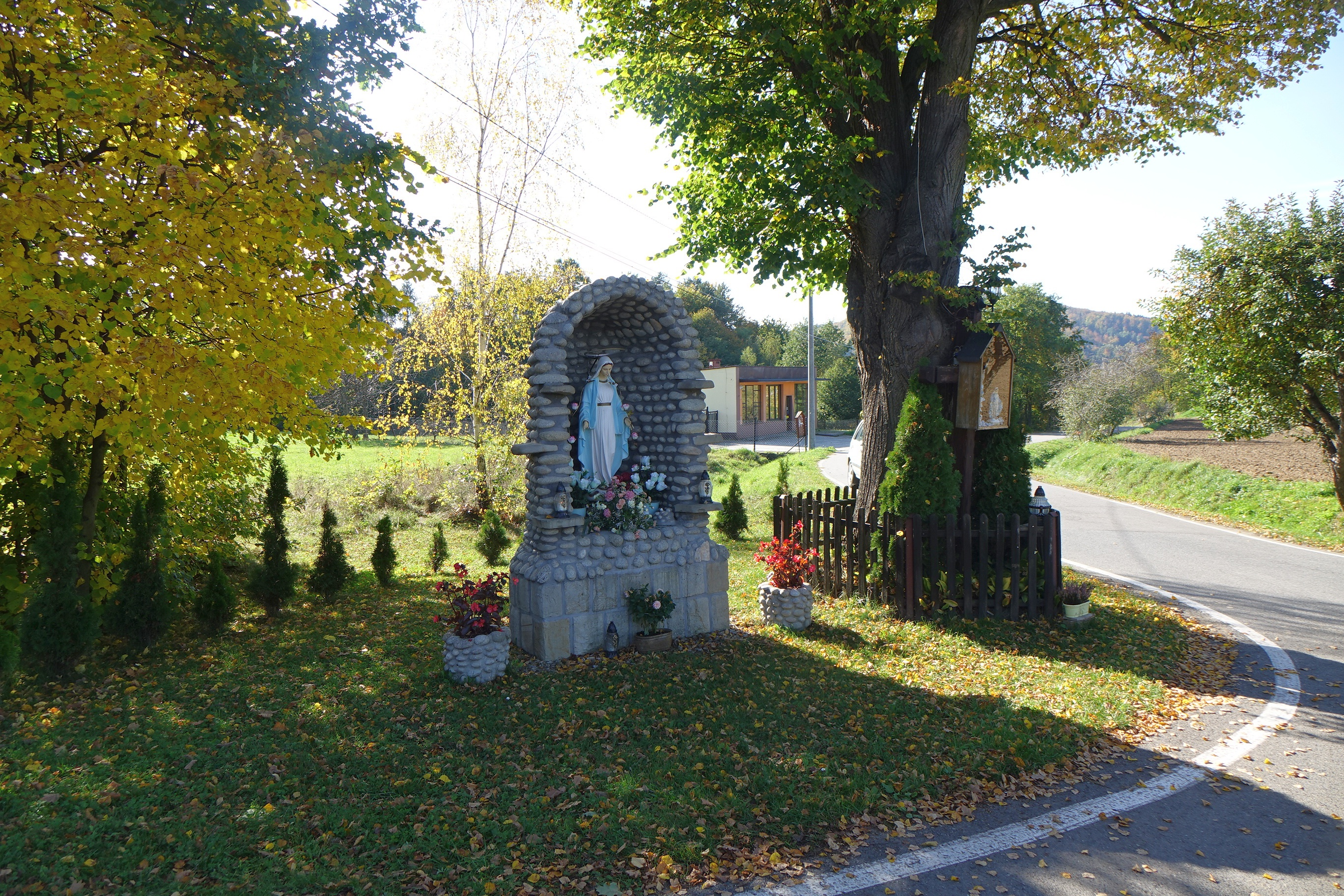
Figurka w Witowicach Górnych

Witowice Górne – wieś w Polsce położona w województwie małopolskim, w powiecie nowosądeckim, w gminie Łososina Dolna.
W latach 1975–1998 miejscowość administracyjnie należała do województwa nowosądeckiego.

## Części wsi
| SIMC    | Nazwa    | Rodzaj    |
| ------- | -------- | --------- |
| 0448634 | Wiśnicz  | część wsi |
| 0448640 | Zawodzie | część wsi |

## Historia
Około 1400 wyodrębniła się druga własność w Witowicach, należąca do rodu Gabańskich z Gabonia koło Gołkowic, od ok. 1563 do 1624 dobra klucza Tropie.
W 1581 wieś należała do parafii Świradz w Tropiu. Szlachta osiadła pod koniec XVI w.; Kacper Wiernek, Olszowski, Mikołaj Witt, Adrian Wiktor, Otfinowski i Kempiński. Nazwa wsi ma wywodzić się od pierwszego osadźcy imieniem Witt.
Do 1783 istniały tylko jedne Witowice bez podziału na Dolne i Górne. Najstarsza pisemna wzmianka o Witowicach pochodzi z 1379. Przed 1421 i po nim jedna część Witowic, oprócz wielu innych wsi, należała do dóbr panów Tropia/Tropsztyna.
W 1961, za staraniem miejscowego Komitetu Budowy Szkoły, któremu przewodniczył Kazimierz Ciarach w Witowic Górnych jako ówczesny przewodniczący Gminnej Rady Narodowej w Łososinie Dolnej, oraz z funduszów Powiatowej Rady Narodowej w Nowym Sączu, oddano do użytku nowy budynek szkoły, wspólny dla dzieci z Witowic Dolnych i Górnych.